# 五島市立福江中学校
五島市立福江中学校（ごとうしりつ ふくえちゅうがっこう, Goto City Fukue Junior High School）は、長崎県五島市松山町にある公立中学校。略称は「福中」（ふくちゅう）。2023年（令和5年）5月1日現在で生徒数が五島市内最多の中学校である。

## 概要
歴史
1947年（昭和22年）の学制改革によって、旧・福江国民学校の高等科が改組され、「福江町立福江中学校」（新制中学校）として開校。2012年（平成24年）に創立65周年を迎えた。

校章
校名の「福」を偏の「示」と旁の「畐」に分け、その間に「中」の文字を置いている。
校歌
作詞は斉藤清衛、作曲は下総皖一による。歌詞は3番まであり、歌詞の校名は登場しない。
生徒数・学級数
計543名 - 1年生5学級、2年生5学級、3年生4学級、特別支援学級2学級 （2010年度（平成22年度）時点）
校区
住所表記で五島市の後に「下大津町、上大津町、三尾野町、三尾野一～三丁目、坂の上一丁目、大円寺町、福江町、東浜町一丁目～三丁目、紺屋町、武家屋敷一～三丁目、池田町、新港町、江川町、栄町、中央町、末広町、幸町、錦町、松山町、大荒町、木場町、黄島町、赤島町、吉久木町、籠淵町、平蔵町、奥浦町、戸岐町、下崎山町、上崎山町、向町、長手町」が続く地区。
小学校区は五島市立福江小学校、五島市立緑丘小学校。

## 沿革
- 1947年（昭和22年）4月1日 - 学制改革（六・三制の実施）。
  - 旧・福江国民学校の初等科が改組され、福江町立福江小学校となる。
  - 旧・福江国民学校の高等科が改組され、「福江町立福江中学校」となり、当初小学校に併設される。初代校長には田口馬次が就任。
- 1948年（昭和23年）
  - 福江小学校の校舎9教室を借用。
  - 寺山校舎が完成し、2年生が移転。校舎不足で二部授業[3]を実施。
- 1951年（昭和26年）1月 - 旧・長崎県立五島高等女学校[4]に全学年が移転完了。
- 1954年（昭和29年）4月1日 - 町制合併・市制施行により、「福江市立福江中学校」に改称。
- 1957年（昭和32年）- 4教室を増築。玄関前のコンクリート舗装を実施。
- 1959年（昭和34年）- 南校舎6教室を増築。
- 1960年（昭和35年）- 木造2階建て東校舎（4教室）、砂場、自転車置き場が完成。
- 1962年（昭和37年）- 玄関前に築山が完成。
- 1963年（昭和38年）- 土俵が完成。
- 1964年（昭和39年）- 県道側ブロック塀が完成。
- 1965年（昭和40年）- 岩石園が完成。校旗を制定。
- 1967年（昭和42年）
  - この年 - 牛乳給食を開始。講堂が解体され、体育館が完成。記念植樹を実施。
  - 4月1日 - 福江市立赤島中学校[5]を統合し、赤島分校とする。
- 1969年（昭和44年）- 杉400本と檜800本の植林を実施。
- 1971年（昭和46年）- 本館北校舎が解体され、鉄筋コンクリート造の新校舎（第一期工事）が完成。相撲部が長崎県中学校総合体育大会（以下、県中総体）で優勝。
- 1972年（昭和47年）- 卓球部が県中総体で優勝。
- 1973年（昭和48年）
  - この年 - 新校舎（第二期工事）が完成。
  - 3月31日 - 赤島分校を廃止。
- 1974年（昭和49年）- 男子卓球部と男子体操部が県中総体で優勝。
- 1975年（昭和50年）- 部活動振興会が発足。
- 1976年（昭和51年）- 運動場防球ネット・バックネットが完成。
- 1977年（昭和52年）- 運動場を整備。
- 1978年（昭和53年）- 国旗掲揚台が完成。
- 1980年（昭和55年）- 北側4階建て校舎（8教室）を増築。
- 1981年（昭和56年）- 東側木造校舎を解体。
- 1982年（昭和57年）- 南側特別教室棟（3階建て9教室）が完成。
- 1983年（昭和58年）- 南校舎の北側に屋外トイレが完成。
- 1989年（平成元年）- パソコンを設置。
- 1992年（平成4年）- PTAによる学校林伐採作業が行われる。科学部が日本学生科学賞を受賞。
- 2000年（平成12年）4月1日 - 福江市立黄島中学校を統合し、黄島分校とする。
- 2003年（平成15年）3月31日 - 黄島分校を休校とする。
- 2004年（平成16年）8月1日 - 市町村合併により、「五島市立福江中学校」（現校名）へ改称。
- 2011年（平成23年）3月31日 - 黄島分校を廃止し、本校に統合。
- 2018年（平成30年）4月1日 - 五島市立椛島中学校を統合の上、椛島分校とする[6]。
- 2024年（令和6年）4月1日 - 五島市立奥浦中学校と五島市立崎山中学校を統合。

## 部活動

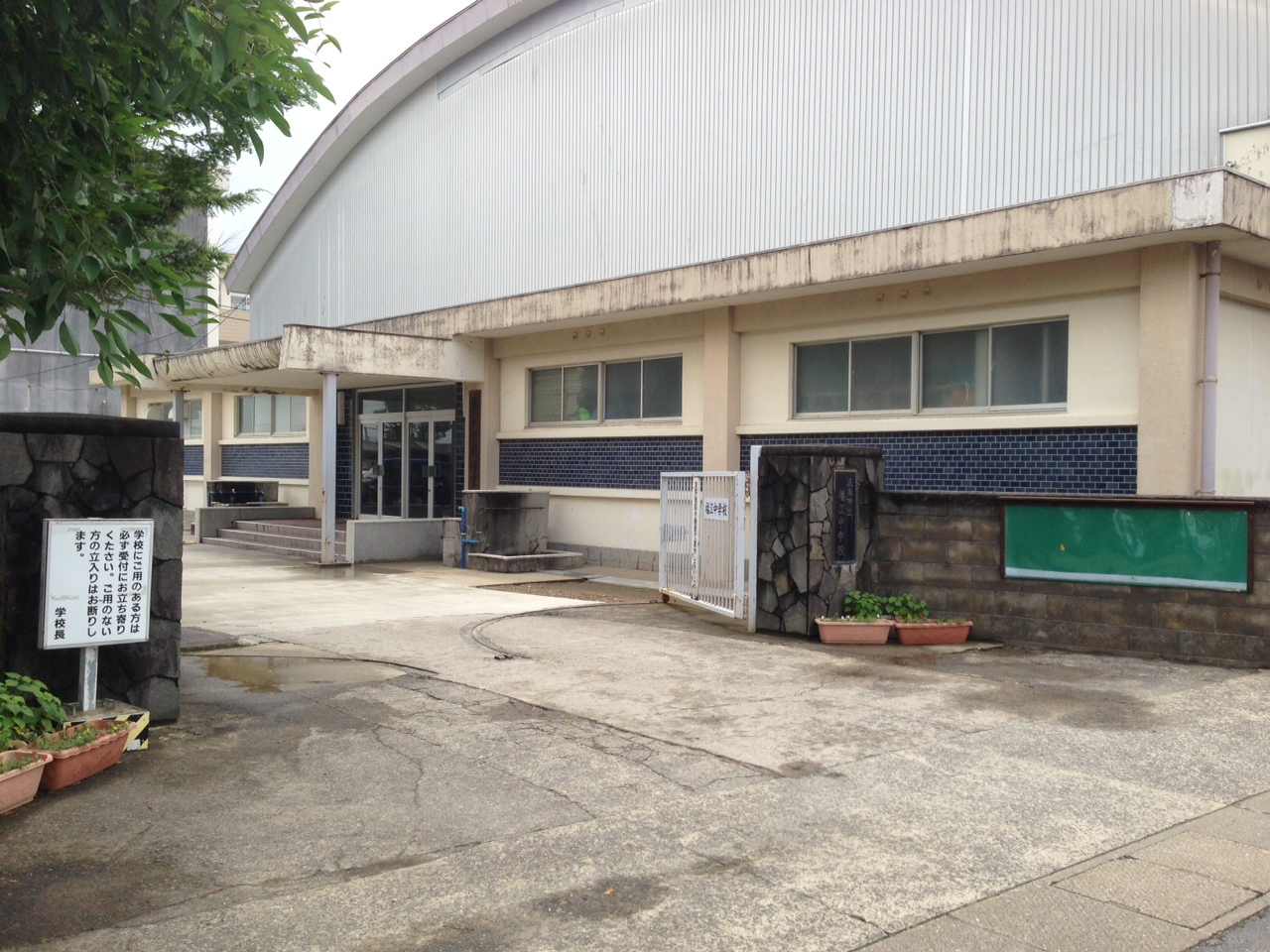
正門より体育館・本校舎
（2013年6月撮影）

運動部
- 陸上部
- バスケットボール部
- バレーボール部
- ソフトテニス部
- バドミントン部
- 卓球部
- 柔道部
- 剣道部
- サッカー部
- 軟式野球部
- 相撲部

文化部
- 吹奏楽部
- 美術部
- 技術部

## 著名な出身者
- 川口春奈 - 女優（3年生の1学期まで在籍）。2012年（平成24年）3月11日放送の行列のできる法律相談所の我が母校SPで実際に川口が母校に凱旋した模様が放送された[7]。
- 坪口道和 - 卓球選手。2年生のときに全国中学校卓球大会男子シングルスで3位、3年生のときに同大会男子団体・男子シングルス2位。その後、青森山田高等学校、青森大学を経て実業団の日産自動車へ。
- 高嶋仁 - アマチュア野球選手・指導者、智弁学園和歌山高等学校・智弁学園高等学校野球部元監督、現名誉監督。

## 交通アクセス
最寄りのバス停
- 五島自動車（五島バス）「福江中学校前」バス停

最寄りの道路
- 長崎県道162号河務福江線

## 周辺
- 長崎県立五島高等学校
- 長崎県立五島海陽高等学校
- 五島市立福江小学校
- 五島市立緑丘小学校
- 五島市役所
- 長崎県五島振興局
- 福江郵便局
- みどり丘保育園
- 聖マリア病院

## 参考資料
- 「福江市史 上巻」（1995年（平成7年）3月31日, 福江市）第3編 教育・文化、第2章 学校教育、第2節 学校の沿革と現況 p. 417　～ p. 421